# Ärztliche Zweitmeinung
Die Einholung einer ärztlichen Zweitmeinung (second-opinion) bedeutet den Wunsch eines Patienten, im Rahmen der freien Arztwahl einen weiteren Arzt zur Behandlung hinzuzuziehen. Der Gemeinsame Bundesausschuss (G-BA) hat das Institut für Qualität und Wirtschaftlichkeit im Gesundheitswesen (IQWiG) im März 2020 beauftragt, eine Auswahl von circa 15 elektiven Eingriffen zu empfehlen, die für eine potenzielle Aufnahme in die Zweitmeinungs-Richtlinie infrage kommen. Im März 2021 identifizierte  das IQWiG Eingriffe und Eingriffsgruppen, bei denen Patientinnen und Patienten von einem Zweitmeinungsverfahren besonders profitieren könnten.

## Deutschland

### Gesetzliche Krankenversicherung
Für die Einholung einer ärztlichen Zweitmeinung gibt es seit 2015 eine Anspruchsgrundlage in § 27b SGB V, die parallel zur freien Arztwahl besteht.  Der Anspruch besteht vor bestimmten planbaren Eingriffen, die die Gefahr eine Indikationsausweitung in sich tragen. Darüber hinaus können Krankenkassen mit Leistungserbringern Verträge über weitere Anwendungsgebiete einer Zweitmeinung abschließen und ihren Versicherten anbieten. Gemäß § 76 Abs. 3 SGB V „sollen die Versicherten den an der vertragsärztlichen Versorgung teilnehmenden Arzt innerhalb eines Kalendervierteljahres nur bei Vorliegen eines wichtigen Grundes wechseln“. Gemäß  Abs. 3a „haben die Partner der Verträge nach § 82 Abs. 1 geeignete Maßnahmen zu vereinbaren, die einer unkoordinierten Mehrfachinanspruchnahme von Vertragsärzten entgegenwirken und den Informationsaustausch zwischen vor- und nachbehandelnden Ärzten gewährleisten“.
Es ist zu unterscheiden zwischen der originären Zweitmeinung, deren Einholung jedem Patienten im Rahmen der freien Arztwahl (auf eigene Kosten) gemäß  § 7 Abs. 2 Satz 3 Musterberufsordnung-Ärzte (MBO-Ä) zusteht. Danach soll der Arzt bei fachlich begründetem Wunsch des Patienten eine Konsultation eines zweiten Arztes veranlassen. Enger gefasst ist § 27b SGB V, der gesetzlich Versicherten unter bestimmten Voraussetzungen einen Rechtsanspruch auf eine ärztliche Zweitmeinung vor bestimmten Eingriffen und deren Kostenübernahme durch die Gesetzliche Krankenversicherung (GKV) gewährt.
Eine abschließende Regelung für das Einholen einer Zweitmeinung stellt § 27b SGB V somit nur für gesetzlich Versicherte und die vom Gemeinsamen Bundesausschuss bestimmten ärztlichen Eingriffe dar. Patienten können sich darüber hinaus aufgrund ihrer Befundlage zu einer weiteren ärztlichen Konsultation veranlasst sehen. Ebenso verbleibt das Entscheidungsrecht für oder gegen eine Behandlungsalternative bei den Patienten.
Damit der Patient sein Recht auf die freie Arztwahl bzw. eine unabhängige ärztliche Zweitmeinung wahrnehmen kann, ist der behandelnde Arzt verpflichtet, den Patienten mindestens zehn Tage vor dem geplanten Eingriff über das Recht, eine unabhängige ärztliche Zweitmeinung einholen zu können, aufzuklären und dem Patienten elektronische Abschriften der gesamten Patientenakte auszuhändigen.
Die Kassenärztlichen Vereinigungen und die Landeskrankenhausgesellschaften informieren über entsprechend qualifizierte Ärzte (§ 27b Abs. 4 SGB V).
Das Zweitmeinungsverfahren in der Arzneimittel-Richtlinie wurde 2010 abgeschafft.

#### Anspruchsgrundlage
Diejenigen planbaren Eingriffe, für die der Anspruch auf Einholung der Zweitmeinung im Einzelnen besteht, hat der Gemeinsame Bundesausschuss in einer Richtlinie zum Zweitmeinungsverfahren bestimmt. Mit Stand Februar 2020 sind vom Gemeinsamen Bundesausschuss die Tonsillektomie, Tonsillotomie, Hysterektomie und Schulterarthroskopie freigegeben. Für diese Indikationen besteht ein rechtlicher Zweitmeinungsanspruch, der in der vertragsärztlichen Versorgung durch Sachleistung erfüllt und zulasten der Krankenkassen abgerechnet wird. Für alle anderen Indikationsfelder müssen die Patienten die Zweitmeinung privat bezahlen, es sei denn, es gibt Verträge mit der Krankenkasse, in denen die Kostenübernahme abweichend geregelt ist.
Rund die Hälfte der Krankenkassen bietet dieses Versorgungsplus an. In der Regel wird ein Zusatzcheck bei Eingriffen an Wirbelsäule, Hüfte, Knie oder Schulter gewährt. Einige Krankenkassen ermöglichen Patienten mit einer Krebsdiagnose eine weitere Begutachtung durch einen Spezialisten. Gleiches gilt für Patienten vor eine Herzoperation.

#### Qualität des Arztes bzw. der ärztlichen Zweitmeinung
Die Qualifikation der Ärzte ist in § 27b Abs. 2, Satz 2 ff. SGB V geregelt. Diese Qualifikationsvorschriften gelten für die von dem Gemeinsamen Bundesausschuss (GBA) geregelten Indikationen. Dazu zählen die Anerkennung der entsprechenden Facharztbezeichnung, in dem der geplante Eingriff angesiedelt ist, sowie eine mindestens fünfjährige fachärztliche Tätigkeit in dem Fachgebiet. Weiter sind Kenntnisse über den aktuellen Stand der wissenschaftlichen Forschung zur jeweiligen Diagnostik und Therapie einschließlich Behandlungsalternativen vorausgesetzt, die anhand bestimmter Fortbildungsmaßnahmen nachgewiesen werden müssen.

### Wettbewerbsrecht
Das Thema Zweitmeinung kann auch wettbewerbsrechtlich relevant werden, wenn Ärztinnen und Ärzte insoweit kostenfreie Angebote machen: Das Landgericht Hamburg hat einer Klinik auf Antrag der Ärztekammer verboten, bei ihren niedergelassenen Zuweisern damit zu werben, dass die Klinikärzte im Bereich von Schilddrüsenerkrankungen die gestellte OP-Indikation für die Patientinnen und Patienten kostenfrei durch einen weiteren Konsiliararzt überprüfen lassen. Dies verstoße gegen § 7 Heilmittelwerbegesetz (HWG). Bei der Zweitmeinung handele es sich um eine ärztliche Leistung mit eigenem wirtschaftlichem Wert. Ein Konsil werde üblicherweise über die Ziffern 80, 95 GOÄ abgerechnet. Es handele sich insoweit nicht lediglich um eine Nebenleistung der Operation oder einen nach § 7 Abs. 1 Nr. 4 HWG zulässigen Ratschlag. Ebenso sei unbeachtlich, dass die Werbung nur an die niedergelassenen Ärzte und somit ein Fachpublikum und nicht an die Patientinnen und Patienten direkt gerichtet gewesen sei.

## Österreich
In Österreich ist das Recht auf eine Zweitmeinung nicht im Gesetz verankert. Prinzipiell gilt: Pro Quartal – ein Facharzt-Krankenschein. Wer in einem Quartal beispielsweise zum Internisten/zur Internistin geht und nicht zufrieden ist, müsste ein Quartal abwarten. Nur bei triftigen Gründen, beispielsweise bei Wohnsitzwechsel oder wenn der Arzt/die Ärztin verstorben ist, genehmigt der Chefarzt eine zweite Begutachtung. Bei unklaren Befunden kann der niedergelassene Facharzt den Patienten mit einer Überweisung an eine Spezialambulanz überweisen, wie zum Beispiel in ein Brustkrebszentrum, das dann nicht eine alternative, sondern eine ergänzende Funktion hat. Die Patientin kann eine Spezialambulanz auch von sich aus aufsuchen.

## Schweiz
In der Schweiz haben Patientinnen und Patienten, die eine fachliche Zweitmeinung einholen möchten, das Recht, sich an eine andere Gesundheitsfachperson ihrer Wahl zu wenden. Verschiedene Versicherungen übernehmen die Kosten einer Zweitmeinung. Die Kosten für das Erstellen einer Zweitmeinung liegen bei 650 CHF.

## Kritik
Eine ärztliche Zweitmeinung hat in erster Linie den Zweck, dem Patienten die bestmögliche Behandlung zukommen zu lassen. Dem wird eine „Zweitmeinung“, die nur einen Preisvergleich zum Ziel hat, damit eine Krankenversicherung Ausgaben spart, nicht gerecht. Auch eine telefonisch oder online eingeholte Zweitmeinung, ebenso wie eine Zweitmeinung nur nach Aktenlage – ohne körperliche Untersuchung – wird diesem Ziel nicht gerecht.